# Supercopa Brasileira de Voleibol de 2019
A Supercopa Brasileira de Voleibol de 2019 foi a quinta edição desta competição organizada pela Confederação Brasileira de Voleibol. Participaram do torneio duas equipes em ambas variantes, os campeões da Superliga e da Copa Brasil.

## Sistema de disputa
O Campeonato foi disputado em um jogo único, cujas partidas realizadas no Ginásio Municipal Tancredo Neves (Ginásio Sabiazinho)

## Equipes participantes
Equipes que disputaram a Supercopa de Voleibol de 2019 foram:

### Masculino
| Equipe            | Cidade   | Qualificação                 | Última participação |
| ----------------- | -------- | ---------------------------- | ------------------- |
| FUNVIC Taubaté    | Taubaté  | Campeão da Superliga 2018–19 | 2017 (Vice-campeão) |
| ASE Sada Cruzeiro | Contagem | Campeão da Copa Brasil 2019  | 2018 (Vice-campeão) |

### Feminino
| Equipe      | Cidade         | Qualificação                                            | Última participação |
| ----------- | -------------- | ------------------------------------------------------- | ------------------- |
| Praia Clube | Uberlândia     | Vice-campeão da Superliga 2018–19 e da Copa Brasil 2019 | 2018 (Campeão)      |
| Minas       | Belo Horizonte | Campeão da Superliga 2018–19 e da Copa Brasil 2019      | 2017 (Vice-campeão) |

## Resultados

### Masculino
| 7 de novembro de 2019 21:30 Relatório | ASE Sada Cruzeiro | 1—3                     | FUNVIC/Taubaté | Ginásio Sabiazinho, Uberlândia |
| 7 de novembro de 2019 21:30 Relatório | 25 21 16 18       | Set 1 Set 2 Set 3 Set 4 | 21 25          | Ginásio Sabiazinho, Uberlândia |

### Feminino
| 1 de novembro de 2019 21:30 Relatório | Praia Clube | 3 — 0             | Minas | Ginásio Sabiazinho, Uberlândia |
| 1 de novembro de 2019 21:30 Relatório | 25          | Set 1 Set 2 Set 3 | 22 19 | Ginásio Sabiazinho, Uberlândia |

## Premiações
| Supercopa Masculina de 2019        |
| São Paulo                          |
| ---------------------------------- |
| FUNVIC Taubaté Campeão (1º título) |

| Supercopa Feminina de 2019      |
| Minas Gerais                    |
| ------------------------------- |
| Praia Clube Campeão (2º título) |